# Azain
2-difluorofosforiloxipropano é um composto de fósforo obtido de forma sintética, formulado em {\displaystyle {\ce {C3H7F2O2P}}}.